# Contessa Dandolo
Contessa Dandolo var en dogaressa av Venedig, gift med Venedigs doge Enrico Dandolo (r. 1192-1205).
Enrico kallade Contessa "min älskade fru" (dilecta uxor mea) i ett dokument. Tillsammans med sin svåger, Enricos yngre bror Andrea, och en "Philippo Faletro", förvaltade hon hela Enrico Dandolos tillgångar, som sedan dess blivit blind, från 1183 och framåt. Hennes make överlät formellt befogenheten att sköta hans ekonomi och affärsangelägenheter på sin hustru, bror och Faletro när hans syn kraftigt försämrades. Hon fick därmed en viktig roll i Venedigs affärsliv. Hon hade fortsatt denna roll under makens regeringstid. 
Enrico kallar sin bror, som han gav befogenhet för alla skriftliga och muntliga avtal år 1183, ”dilectus frater meus” (”min älskade bror”), en form i vilken han också talar om sin hustru när han också ger dessa befogenheter till ”Contesse dilecti uxori mee” i samma dokument. Detta innebär överföring av all beslutanderätt över all hans verksamhet och angelägenheter, uttryckligen ”cum cartulis quam sine cartulis”, dvs. inte bara alla rättigheter till dokumentbekräftelse, utan alla typer av affärsverksamhet. Således blev hans bror, Filippo Falier, och hans fru oberoende förvaltare av Dandolos enorma förmögenhet och all affärsverksamhet.